# Pedro Henrique Isaacson Velho
Pedro Henrique Isaacson Velho é um médico oncologista e pesquisador brasileiro, chefe do Instituto de Pesquisa do Hospital Moinhos de Vento e professor da Universidade Johns Hopkins. Tornou-se notório internacionalmente por ser laureado com o prêmio Global Young Investigator da American Society of Clinical Oncology, conhecido como "Oscar da Oncologia".
Natural de Pelotas, graduou-se em medicina pela Universidade Federal de Pelotas, especializou-se em medicina interna no Hospital das Clínicas da Universidade Federal do Paraná e em oncologia na Universidade de São Paulo.